# 미나토구 (오사카시)
미나토구(일본어: 港区 미나토쿠[*])는 일본 오사카부 오사카시를 구성하는 24개 구 중 하나이다.

## 인접한 지자체
- 고노하나구
- 니시구
- 다이쇼구
- 스미노에구

## 역사
- 1925년 - 기타구, 니시구에서 분리되었다.
- 1932년 - 다이쇼구를 분리하였다.
- 1943년 - 옛 구조촌을 니시구와 분리하였다.

## 교통

### 철도
- 서일본 여객철도
  - 오사카 순환선
    - (← 고노하나구 니시쿠조역) - 벤텐초역 - (다이쇼구 다이쇼역 →)

- 오사카 메트로
  - 주오선
    - (← 스미노에구 코스모스퀘어역) - 오사카코역 - 아사시오바시역 - 벤텐초역 - (니시구 구조역 →)

### 도로
- 한신 고속도로
- 국도 제43호선